# Oreopithecus bambolii
Oreopithecus bambolii, też Oreopitek – wymarły ssak naczelny, którego skamieniałości odkryto we Włoszech (Sardynia i Toskania) oraz w Afryce Wschodniej. 

## Odkrycie
Pierwszego odkrycia dokonał Gervais w Toskanii w 1872. W 1957 w Grossetto odkryto niemal kompletny szkielet oreopiteka. Dotychczas znaleziono szczątki należące do ok. 50 osobników.

## Opis
Szczątki datowane są na ok. 9–7 mln lat. Był bardziej związany ze środowiskiem bagiennym niż z sawanną, czy lasem. Prawdopodobnie przyjmował postawę dwunożną, ale budowa palców i ramion świadczy o przystosowaniu do nadrzewnego trybu życia. Osiągał masę 30–35 kg. Twarz krótka, masywne żebra. Ze względu na charakter uzębienia zaliczono go w poczet prawdopodobnych ogniw ewolucji człowieka. 